# Sebastián Montesinos
Sebastián Francisco Javier Montesinos Pezoa (Santiago de Chile, Chile, 12 de marzo de 1986) es un exfutbolista chileno. Jugaba de defensa y actualmente está a cargo de una escuela de fútbol de Colo Colo, en Curacaví.

## Trayectoria
Se formó en las divisiones inferiores de Colo-Colo, debutando como profesional el año 2006 en Curicó Unido, de la Primera B, en donde jugó 18 partidos y anotó dos goles. Luego pasó por Deportes Puerto Montt, Deportes Concepción, San Marcos de Arica, Cobreloa y Everton de Viña del Mar, sin mayor éxito.
En 2011 fichó por Ñublense, el equipo en el que más destacó, con una cantidad de más de 70 partidos jugados y 9 goles convertidos, en cuatro temporadas. Fue subcampeón de la Primera B de Chile 2012, lo que significó el ascenso de Ñublense a la Primera División.
En 2015 se incorporó a Barnechea, finalizando su carrera al terminar la temporada de Primera B 2015-16.

## Selección nacional
Fue parte del Sudamericano Sub-20 2005, realizado en Colombia, en el cual la selección chilena, dirigida por José Sulantay, clasificó al Mundial.
En la Copa Mundial Sub-20 2005 de Países Bajos, Montesinos participó en tres partidos, contra Honduras y España, por la fase de grupos, y Países Bajos en Octavos de final.

## Clubes
| Club                  | País  | Año       |
| --------------------- | ----- | --------- |
| Curicó Unido          | Chile | 2006      |
| Deportes Puerto Montt | Chile | 2007      |
| Deportes Concepción   | Chile | 2007      |
| San Marcos de Arica   | Chile | 2008      |
| Cobreloa              | Chile | 2009      |
| Everton               | Chile | 2010      |
| Ñublense              | Chile | 2011-2014 |
| Barnechea             | Chile | 2015-2016 |